# Guerre romano-partiche
Le guerre romano-partiche furono un complesso di ostilità a bassa o alta intensità che opposero l'Impero romano e i Parti. Per circa tre secoli, dalla prima battaglia avvenuta tra i due imperi a Carre il 9 giugno del 53 a.C., fino alla caduta della dinastia dei Parti a vantaggio di quella dei Sasanidi, i due imperi si combatterono principalmente lungo il fiume Eufrate, dalle sue sorgenti fino alla Mesopotamia ed al deserto palmireno.

## Contesto storico
La guerra tra l'Occidente romano e l'Oriente cambiò in modo significativo gli equilibri delle forze politiche nel Mediterraneo antico, come ci racconta lo stesso storico greco Polibio, contemporaneo agli eventi. La guerra tra la Repubblica romana ed Antioco III segnò l'inizio di una nuova fase, in cui Roma sottomise, una dopo l'altra le grandi potenze mediterranee (da Cartagine, al regno di Macedonia), confrontandosi prima con l'Oriente dei Seleucidi, un secolo e mezzo più tardi con quello dei Parti. In questo lasso di tempo, Roma divenne inizialmente erede del regno di Pergamo, trasformato in provincia romana a partire dal 129 a.C. con il nome di provincia d'Asia, ed in seguito trovò il pretesto per poter cominciare la conquista dell'Oriente mediterraneo, in seguito alla minaccia giuntagli dal vicino Regno del Ponto, governato dal re Mitridate VI. Quest'ultimo, al termine di un lungo trentennio di guerre fu sconfitto, sebbene fosse riuscito a fermare, almeno parzialmente e provvisoriamente, le mire espansionistiche romane in questa parte di Mediterraneo. L'esito dell'ultima fase della guerra, condotta da Gneo Pompeo Magno, fu poi fatale non solo al re pontico, ma a tutto l'Oriente mediterraneo. I Romani dal canto loro portarono i confini di Roma ancora più ad oriente, creando le province della Bitinia e Ponto, della Cilicia (strappata da Pompeo, insieme all'isola di Creta, ai pirati) e della Siria, e ponendo le basi per le successive campagne militari orientali contro i vicini Parti.

## Forze in campo

### Romani
Gaio Giulio Cesare nel 44 a.C., in vista dell'imminente campagna contro i Parti, raccolse ad Apollonia ben 16 legioni e 10 000 cavalieri. Questo progetto gigantesco poté essere ripreso pochi anni più tardi, senza successo, da Marco Antonio. Quest'ultimo mise in campo un esercito di oltre 100 000 armati come ci racconta Plutarco, formato da truppe alleate e numerose legioni tra cui la III Gallica, IV Scythica, V Alaudae, VI Ferrata, X Equestris (o X Gemina), XII Fulminata, XVII Classica, XVIII Lybica, XXII Deiotariana.
Con la fine della guerra civile tra Antonio e Ottaviano, quest'ultimo decise di posizionare in modo stabile lungo le frontiere del nascituro Impero romano, 28 legioni romane ed un numero imprecisato di truppe ausiliarie. Qui sotto viene mostrata la situazione relativa all'anno 9 riguardo al cosiddetto limes Orientis (dall'Eufrate al Mar Rosso, Egitto compreso). Si trattava di 6 legioni su un totale di 25/28.
| N. fortezze legionarie sotto Augusto | unità legionaria       | località antica | località moderna     | provincia romana |
| ------------------------------------ | ---------------------- | --------------- | -------------------- | ---------------- |
| 1                                    | Legio VI Ferrata       | Ancyra          | Ankara               | Galazia          |
| 2                                    | Legio IV Scythica      | Zeugma          | Belkis               | Siria            |
| 3                                    | Legio III Gallica      | Antiochia       | Antakya              | Siria            |
| 4                                    | Legio XII Fulminata    | Raphaneae       | Châma                | Siria            |
| 5                                    | Legio XXII Deiotariana | Nicopolis       | Alessandria d'Egitto | Egitto           |
| 6                                    | Legio III Cyrenaica    | Coptos e Thebae | Qift e Al Uqsur      | Egitto           |

Sotto le successive dinastia giulio-claudia e flavia furono annessi tutti i territori ad ovest dell'Eufrate, dalla Cappadocia, alla Cilicia fino alla Commagene. L'esercito orientale fu così aumentato a un numero di legioni pari a 8 (su un totale di 29), come segue:
| N. fortezze legionarie sotto Domiziano | unità legionaria                                     | località antica  | località moderna     | provincia romana |
| -------------------------------------- | ---------------------------------------------------- | ---------------- | -------------------- | ---------------- |
| 1                                      | Legio XVI Flavia Firma                               | Satala           | Sadagh               | Cappadocia       |
| 2                                      | Legio XII Fulminata                                  | Melitene         | Melitene             | Cappadocia       |
| 3                                      | Legio VI Ferrata                                     | Samosata         | Samsat               | Siria            |
| 4                                      | Legio IV Scythica                                    | Zeugma           | Belkis               | Siria            |
| 5                                      | Legio III Gallica                                    | Raphanaea        |                      | Siria            |
| 6                                      | Legio X Fretensis                                    | Aelia Capitolina | Gerusalemme          | Giudea           |
| 7                                      | Legio XXII Deiotariana e Legio III Cyrenaica         | Nicopolis        | Alessandria d'Egitto | Egitto           |
| 8                                      | vexill. Legio XXII Deiotariana e Legio III Cyrenaica | Coptos e Thebae  | Qift e Al Uqsur      | Egitto           |

Il II secolo vide poi l'avanzata romana oltre l'Eufrate per ben tre volte: sotto Traiano (114-117) con l'annessione dell'Arabia Petrea, Lucio Vero (162-166) e Settimio Severo (194-198) con l'annessione dell'Osroene e della Mesopotamia ed un vassallaggio a Roma dell'Armenia. Ciò comportò attorno alla fine del principato di Marco Aurelio un nuovo leggero aumento delle unità legionarie (e relative unità ausiliarie alle prime collegate) pari a 9 lungo il fronte orientale su 30 complessive, come segue:
| N. fortezze legionarie sotto Marco Aurelio | unità legionaria        | località antica  | località moderna     | provincia romana |
| ------------------------------------------ | ----------------------- | ---------------- | -------------------- | ---------------- |
| 1                                          | Legio XV Apollinaris    | Satala           | Sadagh               | Cappadocia       |
| 2                                          | Legio XII Fulminata     | Melitene         | Melitene             | Cappadocia       |
| 3                                          | Legio IV Scythica       | Zeugma           | Belkis               | Syria            |
| 4                                          | Legio XVI Flavia Firma  | Sura             | Sura                 | Syria            |
| 5                                          | Legio III Gallica       | Raphaneae        |                      | Syria            |
| 6                                          | Legio X Fretensis       | Aelia Capitolina | Gerusalemme          | Syria Palaestina |
| 7                                          | Legio VI Ferrata        | Caparcotna       | Kfar Otnay           | Syria Palaestina |
| 8                                          | Legio III Cyrenaica     | Bostra           | Bosra                | Arabia Petraea   |
| 9                                          | Legio II Traiana Fortis | Nicopolis        | Alessandria d'Egitto | Egitto           |

Le ultime campagne militari del II secolo di Settimio Severo, portarono infine il numero delle legioni complessive schierate lungo il fronte orientale a 11 su un totale di 33, pari ad un terzo esatto dell'intero sistema difensivo romano.
| N. fortezze legionarie sotto Settimio Severo | unità legionaria        | località antica  | località moderna     | provincia romana       |
| -------------------------------------------- | ----------------------- | ---------------- | -------------------- | ---------------------- |
| 1                                            | Legio XV Apollinaris    | Satala           | Sadagh               | Cappadocia             |
| 2                                            | Legio XII Fulminata     | Melitene         | Melitene             | Cappadocia             |
| 3                                            | Legio III Parthica      | Nisibis          | Nusaybin             | Mesopotamia            |
| 4                                            | Legio I Parthica        | Singara          | Sinjar               | Mesopotamia e Osrhoene |
| 5                                            | Legio IV Scythica       | Zeugma           | Belkis               | Syria Coele            |
| 6                                            | Legio XVI Flavia Firma  | Sura             | Sura                 | Syria Coele            |
| 7                                            | Legio III Gallica       | Danaba           | Mehin                | Syria Phoenicia        |
| 8                                            | Legio X Fretensis       | Aelia Capitolina | Gerusalemme          | Syria Palaestina       |
| 9                                            | Legio VI Ferrata        | Caparcotna       | Kfar Otnay           | Syria Palaestina       |
| 10                                           | Legio III Cyrenaica     | Bostra           | Bosra                | Arabia Petraea         |
| 11                                           | Legio II Traiana Fortis | Nicopolis        | Alessandria d'Egitto | Egitto                 |

### Parti
I Parti utilizzavano in combattimento unità di cavalleria pesante corazzata, i catafratti, appoggiata da arcieri a cavallo. Ai Romani, che si affidavano alla fanteria pesante, ciò causò notevoli problemi. La mancanza di fanteria, d'altro canto, non permetteva ai Parti di assediare i centri abitati, ben difesi dai Romani. Questo spiegherebbe la situazione d'equilibrio che si verificò almeno inizialmente.

## Fasi del conflitto (92 a.C.—224)

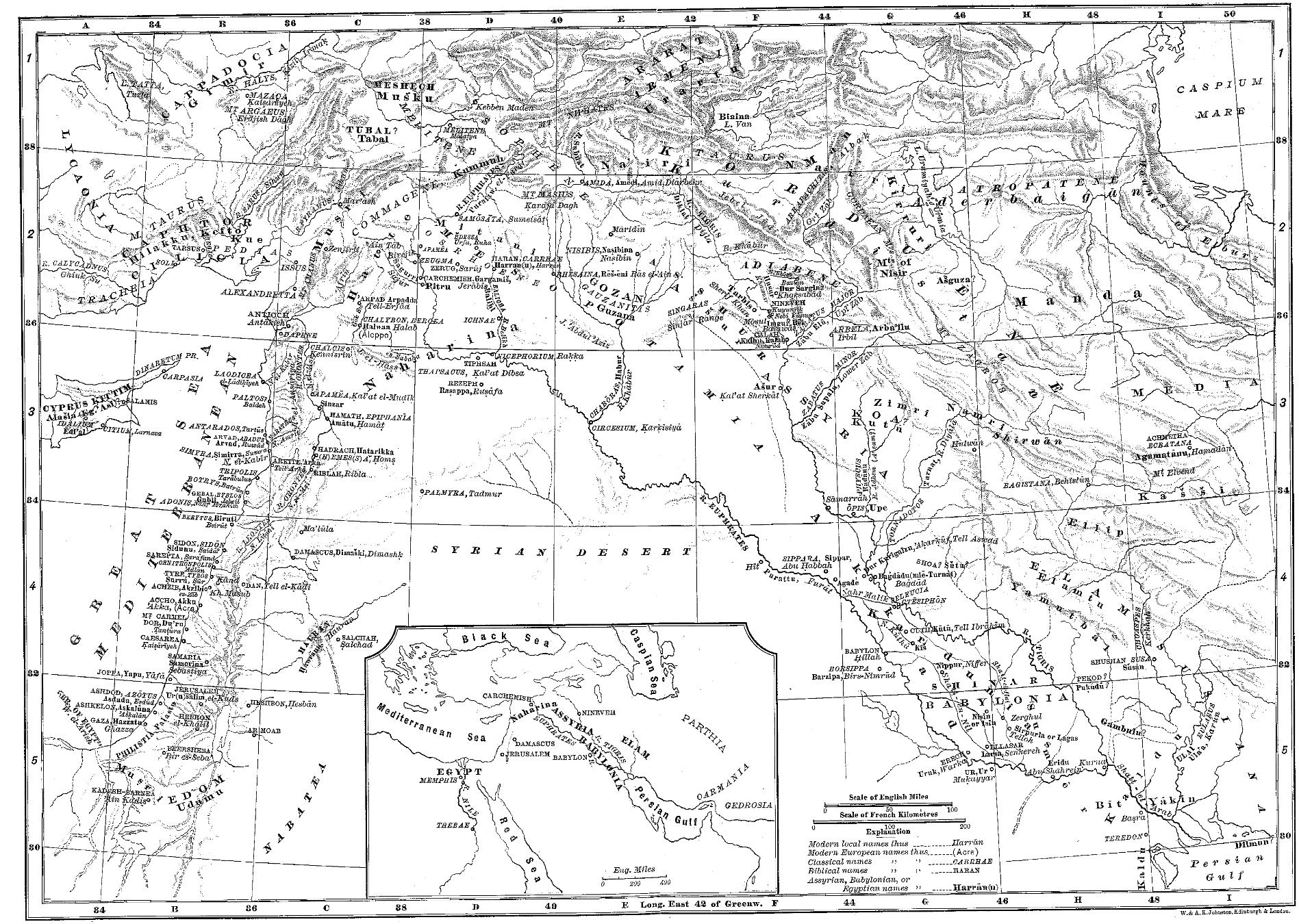
Il teatro delle campagne militari tra Romani e Parti.

### Dal primo incontro tra Silla e Mitridate II, fino a Fraate III (96-60 a.C.)
Nel 96 a.C. si assistette ad un avvenimento storico per quell'epoca. La Repubblica romana ed il grande Impero dei Parti vennero a contatto in modo del tutto pacifico. Una delegazione inviata dal sovrano parto, Mitridate II, si incontrò sulle rive dell'Eufrate con il pretore Lucio Cornelio Silla, governatore della nuova provincia di Cilicia.
(Plutarco, Vita di Silla, 5.)
Questo primo incontro fissò sull'Eufrate il confine tra i due imperi. Una curiosità di quell'incontro fu che Silla cercò, anche in quella circostanza, di affermare la preminenza di Roma sulla Partia, sedendosi fra il rappresentante del Gran Re ed il re di Cappadocia, come se desse udienza a dei vassalli. Una volta venuto a conoscenza dell'accaduto, il re dei Parti fece giustiziare colui che lo aveva così maldestramente sostituito all'incontro con il generale romano. Ecco come racconta l'episodio Plutarco:
(Plutarco, Vita di Silla, 5.)
Nel decennio 70-60 a.C. il nuovo re dei Parti, Fraate III, approfittando della guerra tra Roma da una parte e Mitridate VI del Ponto con Tigrane II d'Armenia dall'altra, riuscì ad annettere diversi territori perduti in precedenza. Fece, però, l'errore di appoggiare Tigrane contro il generale romano Lucio Licinio Lucullo: ciò per poco non scatenò una guerra contro Roma, se le legioni romane non si fossero rifiutate di seguire il loro generale. Si racconta infatti che, dopo la battaglia di Tigranocerta del 69 a.C., che vide il proconsole romano vincitore su Tigrane e Mitridate, Lucullo venne a sapere che Fraate, sovrano dei Parti, aveva offerto la propria amicizia sia a Lucullo, sia ai re di Armenia e Ponto, suoi avversari, decidendo comunque di non aiutare nessuno di loro. Gli accordi tra Fraate e Tigrane prevedevano, quindi, un'alleanza in cambio della cessione della Mesopotamia alla Partia. Lucullo non perse tempo e decise di marciare contro i Parti. Egli cercava fama e gloria in questa sua nuova impresa, che lo vedeva così impegnato contro tre importanti regni orientali contemporaneamente: Ponto, Armenia e Partia. Ma le armate romane, ormai stanche, si ribellarono agli ordini del proconsole e lo costrinsero a far ritorno nei territori romani.

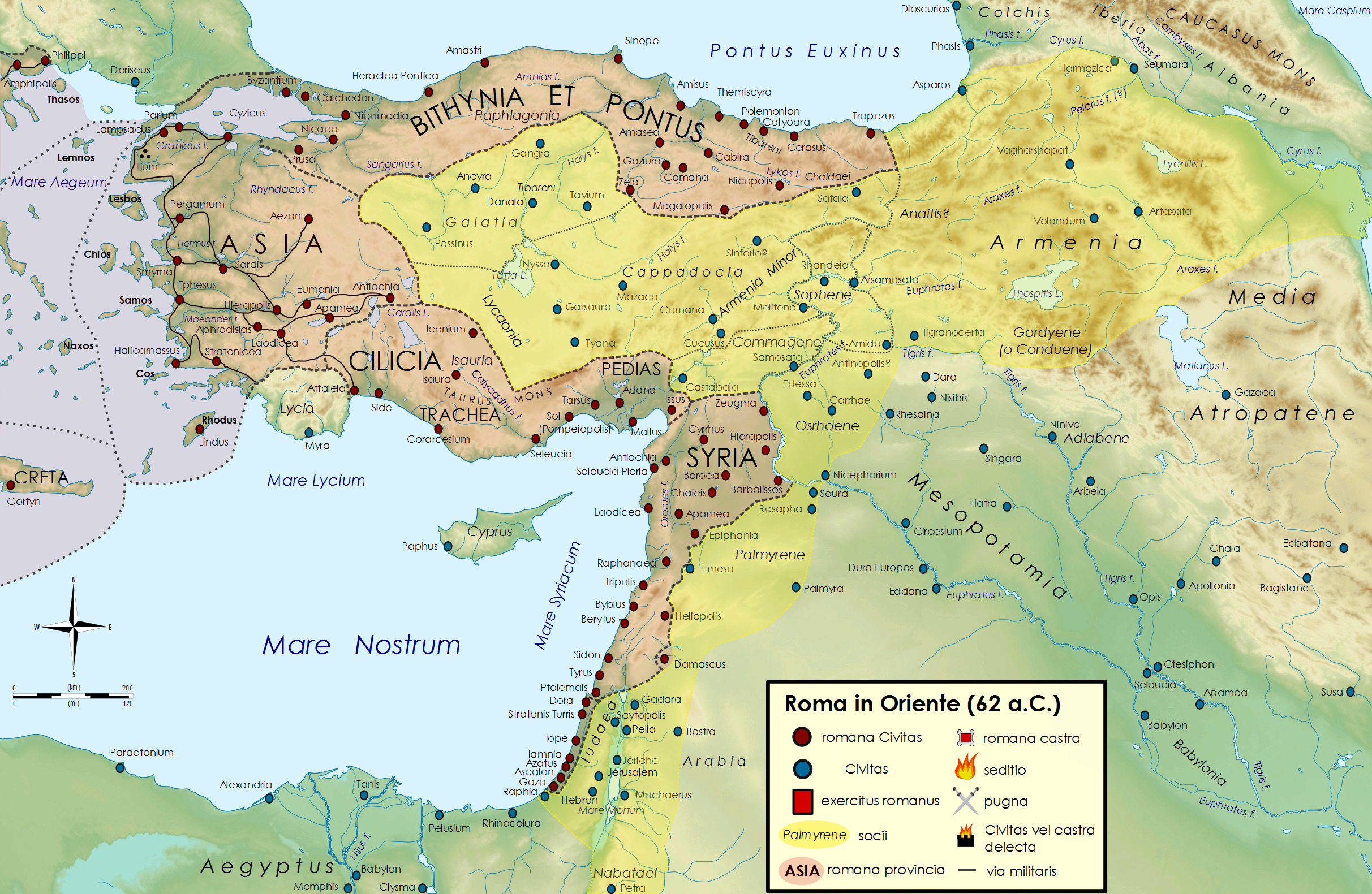
I domini romani orientali (in rosa) ed i regni clienti alleati a Roma (in giallo) nel 62 a.C., con al centro l'Eufrate, quale confine tra Romani e Parti.

Nell'ultima fase della guerra tra Roma e Mitridate, anche quest'ultimo contava di farsi alleato Fraate III, che però si era già accordato con Pompeo alle medesime condizioni (nel 66 a.C.), ed aveva ricevuto il consiglio dal proconsole romano di assalire l'Armenia di Tigrane II (in particolare nella regione di Gordiene). Fraate III reclamò quindi i possedimenti che aveva perduti a vantaggio di Tigrane II ma, non ottenendoli, decise di impugnare le armi.
Frattanto nel 65 a.C., mentre Pompeo era intento a stipulare nuovi trattati di amicizia con le popolazioni caucasiche, vennero da lui alcuni ambasciatori di Fraate, allo scopo di rinnovare il trattato esistente, considerando che i vari luogotenenti del generale romano avevano sottomesso le restanti regioni di Armenia e Ponto, e Gabinio si era spinto oltre l'Eufrate fino al Tigri, generando grande apprensione nel sovrano partico, al quale Pompeo sembra richiese la Conduene, ovvero la regione per la quale Fraate e Tigrane stavano litigando. Non ricevendo, però risposta da Fraate, inviò il suo legato Lucio Afranio a prenderne possesso (respingendo le forze partiche fino ad Arbela), per poi concederla a Tigrane.
Fraate, pur temendo Pompeo, avendo dallo stesso ricevuto un'ambasciata nella quale era abolita la formula di "re dei re" a vantaggio del semplice "re", si sdegnò a tal punto, quasi fosse stato privato della sua dignità regale, da minacciare lo stesso generale romano di non oltrepassare più l'Eufrate. E poiché Pompeo non gli dava alcuna risposta, Fraate marciò contro Tigrane II accompagnato dal figlio di quest'ultimo; mentre in un primo momento perse il primo scontro, nel successivo risultò vincitore. Fu così che Tigrane padre chiamò Pompeo in suo aiuto, mentre Fraate inviò ambasciatori al generale romano muovendo gravi accuse al rivale, come pure agli stessi Romani. Ciò indusse Pompeo a riflettere, preferendo non intervenire in questa contesa, per evitare che, spinto della brama di conquista, potesse perdere quelle appena fatte a causa della potenza militare partica, tanto più che Mitridate non era stato ancora sconfitto definitivamente. Pompeo accampò, quindi, come scusa ai suoi che lo spingevano ad una nuova avventura militare, che non pensava di combattere i Parti senza un decreto del Senato. Fu così che il generale romano si offrì invece di fare da pacere tra i due contendenti, inviando loro tre arbitri, poiché riteneva si trattasse di una mera questione di confini tra i due regni. Fraate e Tigrane accettarono la proposta di Pompeo e si riconciliarono, poiché entrambi sapevano che una sconfitta o l'annientamento di uno dei due avrebbe solo favorito i Romani, mentre erano consapevoli che solo la loro sopravvivenza o una comune e futura alleanza avrebbe potuto fermare l'avanzata romana in Oriente. E così Pompeo, dopo questi accordi, poté ritirarsi in Aspide durante l'inverno. Alla fine fu trovato un accordo tra la Repubblica ed il Regno dei Parti, secondo il quale il fiume Eufrate avrebbe costituito, d'ora in avanti, il confine tra i due Stati.

### Crasso in Oriente (54-53 a.C.)
In seguito al rinnovo del patto di collaborazione tra i tre componenti del primo triumvirato (nel 54 a.C.), vale a dire Gneo Pompeo Magno, Gaio Giulio Cesare e Marco Licinio Crasso, a quest'ultimo toccò l'Oriente. Succedeva ad Aulo Gabinio, governatore della Siria, che nel 56 a.C. fu fermato dal Senato poco prima che invadesse la Mesopotamia dei Parti. Gabinio era stato invitato ad intervenire nella disputa tra gli eredi al trono del sovrano dei Parti, Fraate III, morto nel 57 a.C. Egli avrebbe dovuto sostenere Mitridate III di Partia contro il fratello Orode II, se non fosse stato fermato poco prima di attraversare l'Eufrate, in quello che sarebbe stato il primo vero conflitto militare tra i due imperi.
Una volta succeduto a Gabinio, Crasso, animato dal desiderio di gloria e di successi militari, decise di riprendere il progetto di intervento contro i Parti e di muovere loro guerra, con la prospettiva di spingersi, sulle orme di Alessandro Magno, fino in India. Crasso, però, che non aveva le capacità militari di Pompeo o di Cesare, non si era sufficientemente documentato sulle caratteristiche geofisiche del territorio nemico né sulle formidabili tattiche usate dalla temibile cavalleria dei Parti. Per questi motivi andò incontro ad un disastro paragonabile alla disfatta di Canne. Nella battaglia di Carre, del 9 giugno del 53 a.C., egli fu infatti duramente sconfitto dal generale parto di Orode II, Surena. L'intera sua armata, composta da sette legioni (30/32 000 legionari) e 4 000 cavalieri, fu quasi completamente annientata, mentre la Siria romana, privata di gran parte dei suoi difensori da questa sconfitta, si trovò a doversi difendere dall'invasione partica.
L'anno successivo infatti Orode II raccolse un esercito imponente e lo inviò, sotto l'alto comando dell'erede al trono, Pacoro I, fin sotto le mura di Antiochia. Le forze romane superstiti dopo la disfatta di Crasso erano passate al comando dell'energico Gaio Cassio Longino, che costituì due nuove legioni e riuscì a respingere l'invasione del 51 a.C. infliggendo alcune sconfitte ai Parti, indeboliti anche dalla morte di Surena, fatto uccidere per gelosia da Orode. Cassio Longino mantenne il comando fino all'arrivo del proconsole Marco Calpurnio Bibulo. La prima guerra tra Roma ed i Parti terminava nel 50 a.C. quando Orode richiamò il figlio dalla Siria.

### Cesare programma la conquista della Partia (44 a.C.)

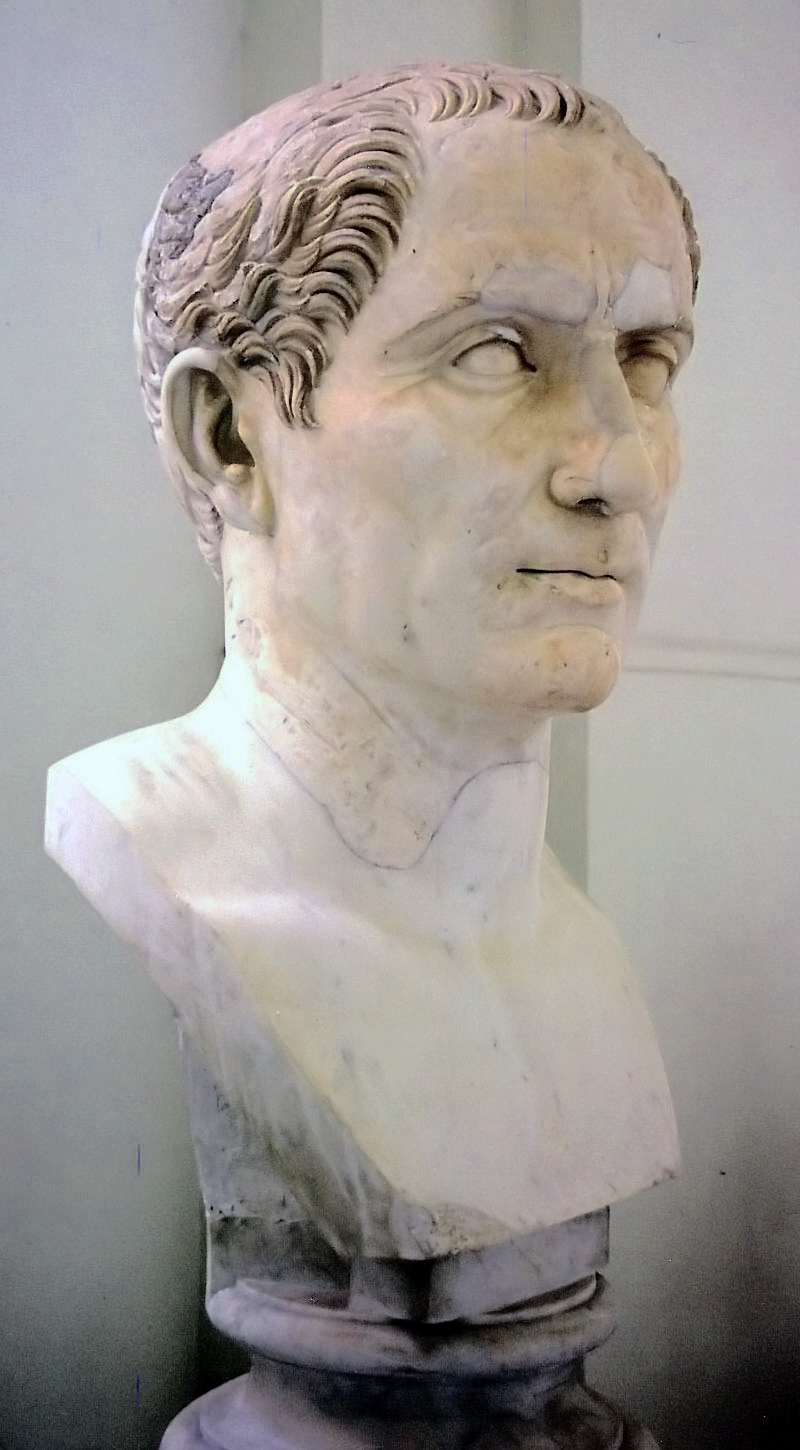
Ritratto del grande Gaio Giulio Cesare.

Gaio Giulio Cesare stava programmando, poco prima di morire, due campagne militari: in Dacia contro le popolazioni getiche di Burebista ed in Partia. Questi due popoli certamente rappresentavano potenziali nemici per il mondo romano, da non sottovalutare. Una guerra di tale portata, che sarebbe stata di certo non difensiva, nasceva però anche dalla sua brama di conquistare il mondo, ora che si sentiva invincibile, o dal desiderio di emulare Alessandro il Grande conquistando tutto l'Oriente, o più semplicemente per vendicare la scomparsa dell'amico Marco Licinio Crasso. Ecco come descrivono il suo progetto di conquista alcuni storici antichi:
(Plutarco, Vite parallele - Cesare, 58)
(Appiano di Alessandria, Guerra civile, 2.110.)
Già a partire dall'autunno del 45 a.C. ebbero inizio intensi preparativi per la guerra, stabilendo inoltre i mandati politici delle magistrature più importanti per il periodo della sua progettata assenza. Ad Apollonia andavano concentrandosi ben 16 legioni e 10 000 cavalieri e la campagna militare doveva iniziare in primavera del 44 a.C., tre giorni dopo le idi di marzo. Ma proprio in quest'ultima data Cesare fu ucciso: il suo ambizioso progetto poté essere ripreso pochi anni più tardi, ma senza successo, da Marco Antonio, e completato in parte centocinquant'anni dopo da Traiano, a cui si dovrà la conquista della Dacia e le campagne contro i Parti in Mesopotamia.

### Campagne partiche di Marco Antonio (40-33 a.C.)

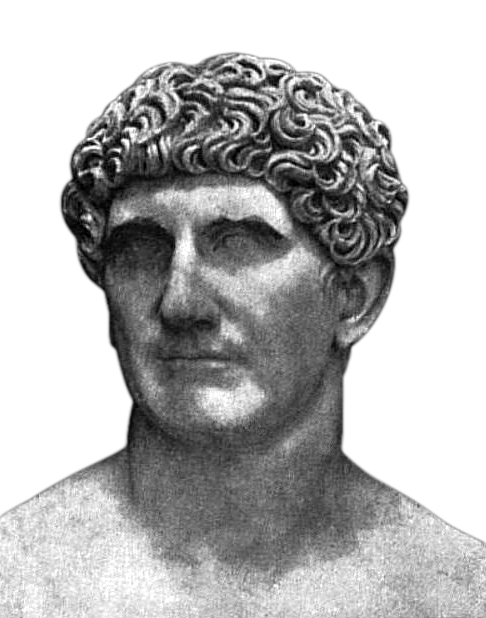
Busto di Marco Antonio.

Con la riconciliazione e spartizione della Repubblica romana tra Ottaviano, Marco Emilio Lepido e Marco Antonio nel 40 a.C., a quest'ultimo toccò l'Oriente. Tutti i territori da Scodra, città dell'Illirico fino alle rive dell'Eufrate gli appartenevano.
Egli, impegnato a districarsi nelle questioni sentimentali tra la prima moglie Fulvia, la regina d'Egitto Cleopatra e la nuova moglie Ottavia minore (sorella di Ottaviano), nel 39 a.C. inviò in avanscoperta il suo abile luogotenente Publio Ventidio Basso per contrastare le recenti incursioni partiche in Siria voluta da Orode II, presso il quale si era rifugiato, dopo la battaglia di Filippi del 42 a.C., anche il figlio di Tito Labieno, Quinto Labieno.
Ventidio, percorsa l'Asia romana, venne a contatto con le armate di Quinto Labieno e dei Parti, che riuscì a battere in due anni successivi di campagne, nel 39 a.C., sul Monte Tauro, e nel 38 a.C. nella decisiva battaglia del Monte Gindaro, dove trovò la morte anche Pacoro I, co-regnante ed erede di suo padre Orode II.
Alla morte del figlio prediletto, il vecchio Orode lasciò il trono al figliastro Fraate IV, che saliva al trono con il nome di Arsace XV. Il nuovo sovrano fu dunque costretto a riportare il confine dell'impero partico al fiume Eufrate, rinunciando così alle sponde del Mar Mediterraneo.
Antonio, giunto in Oriente alla fine del 38 a.C., cominciò a programmare una campagna di proporzioni colossali che prese le mosse da Zeugma, in Siria, nel 36 a.C. L'esito finale fu però un totale insuccesso. Dei 100 000 armati che presero parte alla spedizione, di cui ben 60 000 legionari, tornarono in Siria solo 30 000 legionari e 5/6000 cavalieri iberi/celti.
E mentre Ottaviano otteneva successi in Occidente, con la sconfitta di Sesto Pompeo a Nauloco nel 36 a.C. e le vittoriose campagne sugli Illiri del 35-34 a.C., Antonio, reduce da una così grave sconfitta, decise di regolare prima i conti con il re d'Armenia, Artavaside II, reo di averlo abbandonato nel corso della campagna del 36 a.C., per poi riprendere la campagna contro i Parti.
Marciò rapidamente sulla capitale armena, Artaxata, e depose il re che lo aveva tradito. Quanto al re dei Medi Artavasde I, che da poco si era scontrato con il sovrano dei Parti a causa della ripartizione del bottino catturato ai romani nel 38 a.C., si accontentò di stringere con lo stesso un trattato di alleanza, sancito dal fidanzamento del figlio Alessandro Elio con Iotapa, figlia di Artavasde, in vista di una possibile nuova invasione della Partia da nord, discendendo il fiume Tigri dai monti della Media.
Soddisfatto della campagna di quell'anno, lasciò il grosso delle truppe in Armenia e tornò in Egitto per celebrare il trionfo ad Alessandria: cosa inaudita per la visione tradizionale romana, dacché il trionfo poteva avvenire solo a Roma. Antonio, con questo gesto simbolico, decretò la sua sostanziale estraneità all'Occidente romano. Ciò provocò la rottura definitiva con Ottaviano, che lo fece dichiarare nemico pubblico della Repubblica e del popolo romano. Era l'inizio della guerra civile che avrebbe portato alla fine di Antonio e Cleopatra con la battaglia di Azio del 31 a.C.

### Parti e principato augusteo: nuovi equilibri politico-militari (23 a.C.-14)

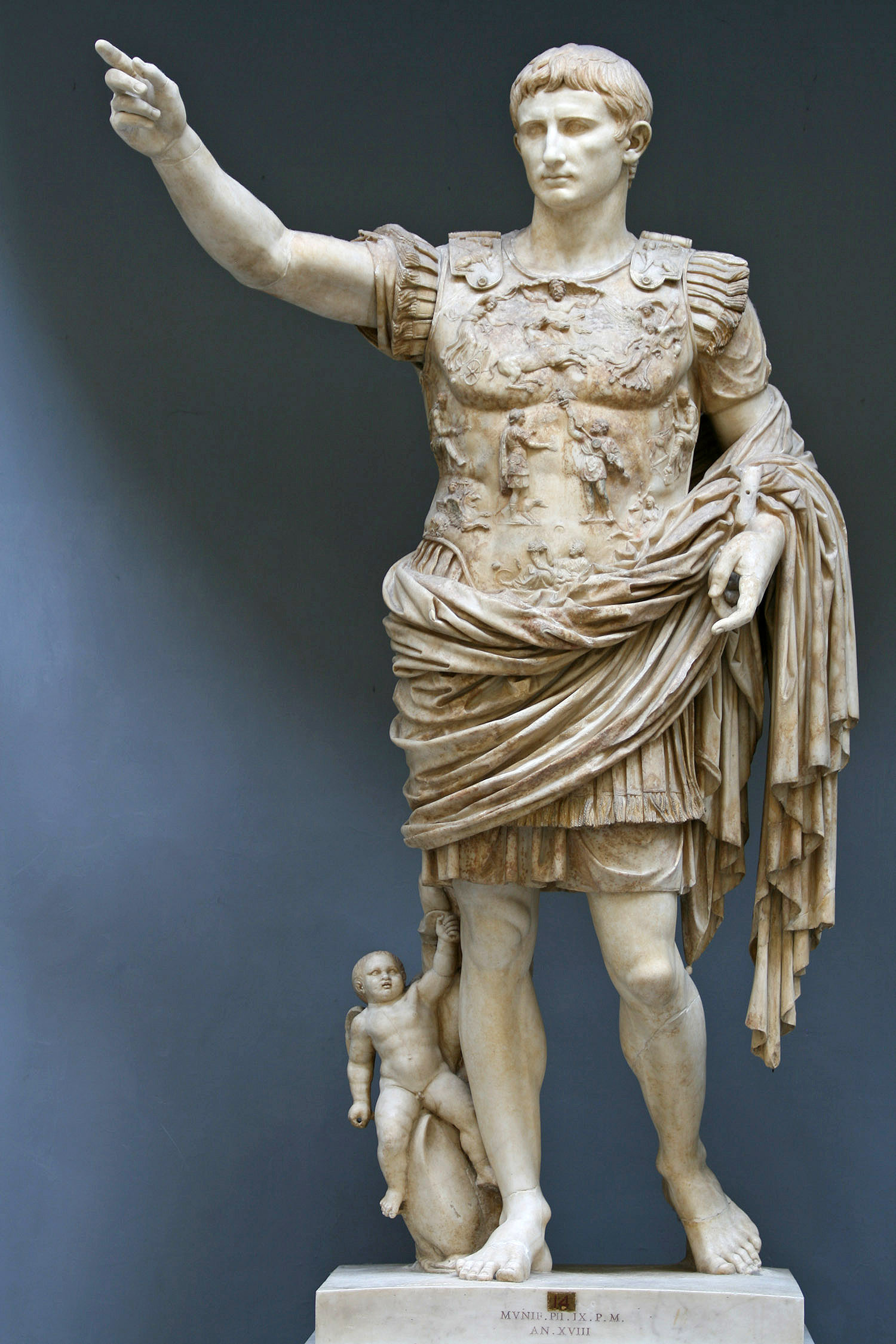
L'Augusto loricato o "di Prima Porta", statua dell'imperatore Augusto, ritratto in tenuta militare da parata. Sulla corazza è rappresentata la scena della consegna delle insegne legionarie di Marco Licinio Crasso da parte del re dei Parti, Fraate IV

Nel 23 a.C., poco dopo l'invio di Marco Vipsanio Agrippa in Oriente in qualità di vice reggente dello stesso imperatore Augusto, arrivarono a Roma ambasciatori di Fraate IV, chiedendo la restituzione del ribelle Tiridate II - che lì si era rifugiato - e soprattutto del giovane Fraate, figlio del re, che Tiridate si era portato dietro come ostaggio. Augusto, pur rifiutandosi di consegnare Tiridate, decise di liberare il giovane Fraate, a condizione che le insegne di Marco Licinio Crasso ed i prigionieri di guerra del 53 a.C. fossero restituiti allo Stato romano.
Al termine del 21 a.C., Augusto ordinò al figliastro Tiberio di condurre un esercito legionario dai Balcani in Oriente, con il compito di porre sul trono armeno Tigrane II, e recuperare le insegne imperiali. Lo stesso Augusto si recò in Oriente. Il suo arrivo e l'avvicinarsi dell'esercito di Tiberio produssero l'effetto desiderato su Fraate. Di fronte al pericolo di un'invasione romana che avrebbe potuto costargli il trono, Fraate decise di cedere e restituire le insegne ed i prigionieri. Fu un successo diplomatico paragonabile alle migliori vittorie ottenute sul campo di battaglia.
Augusto, che aveva così deciso di abbandonare la politica aggressiva di Cesare e Antonio, riuscì a stabilire relazioni amichevoli con il vicino impero dei Parti.
Nel 1 a.C. si ebbe però una nuova crisi lungo il fronte orientale, quando Artavaside III, re d'Armenia filo-romano, fu eliminato dall'intervento dei Parti e dal pretendente al trono Tigrane IV. Questo fu un grave affronto al prestigio romano. Augusto decise di inviare il giovane nipote Gaio Cesare a trattare la questione armena, conferendogli poteri proconsolari superiori a quella di tutti i governatori provinciali d'Oriente.
Alla fine venne concluso un patto tra Gaio Cesare e il nuovo sovrano partico Fraate V, in territorio neutrale su di un'isola dell'Eufrate, riconoscendo ancora una volta questo fiume come confine naturale fra i due imperi. Tale incontro sanciva il reciproco riconoscimento tra Roma e la Partia, di Stati indipendenti con uguali diritti di sovranità.
Nel frattempo Tigrane IV era stato ucciso nel corso di una guerra. La morte di Tigrane fu seguita dall'abdicazione di Erato, sua sorellastra e moglie, e Gaio, in nome di Augusto, diede la corona ad Ariobarzane, già re della Media dal 20 a.C. Il partito antiromano, rifiutandosi di riconoscere Ariobarzane quale nuovo re d'Armenia, provocò disordini in tutto il Paese, costringendo Gaio Cesare ad intervenire direttamente con l'esercito.

### Patto reciproco di non aggressione: da Tiberio a Domiziano (14-96)

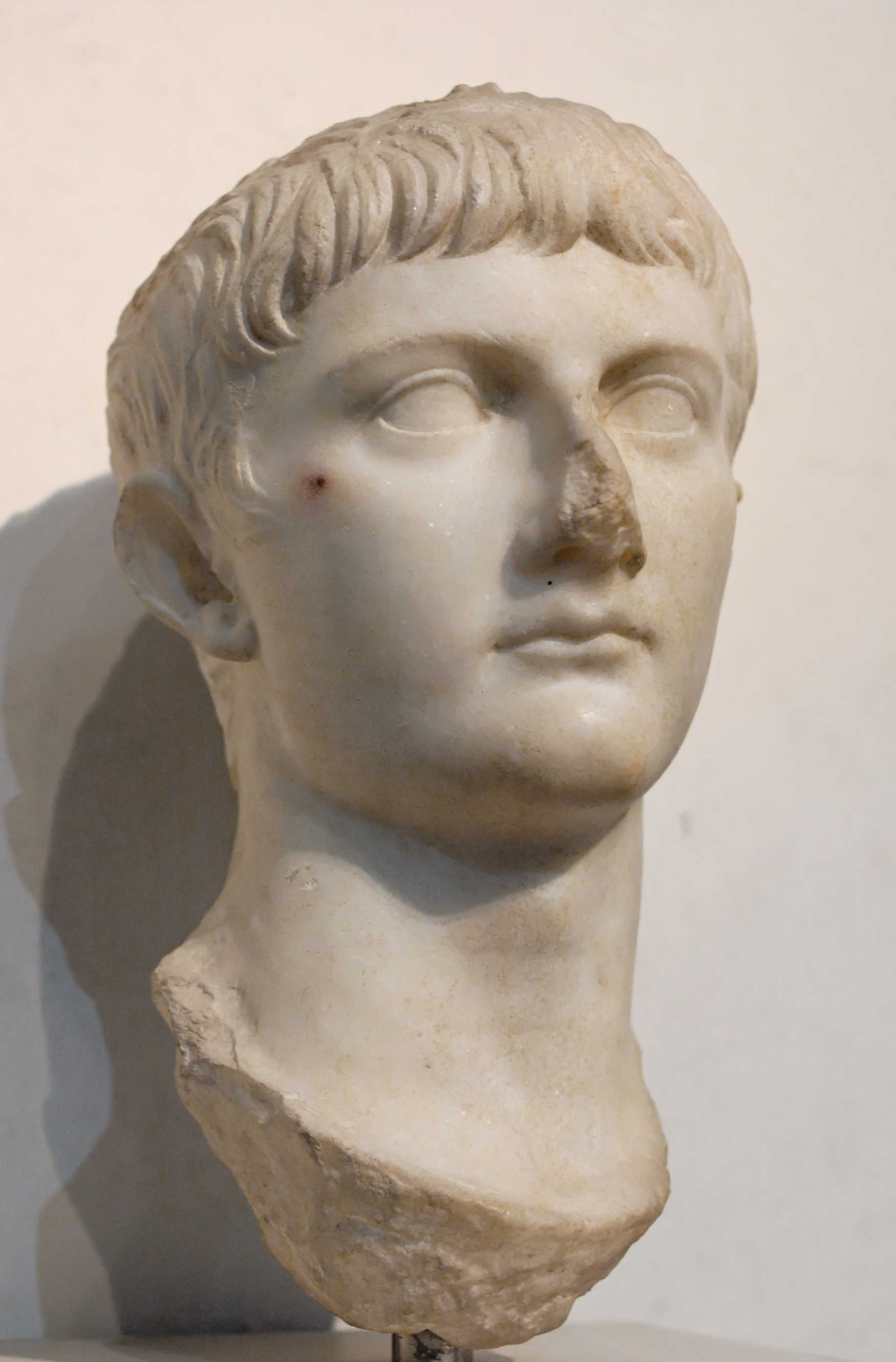
Busto di Gaio Giulio Cesare Claudiano Germanico, che si recò in Oriente al tempo dell'imperatore Tiberio.

Ad Oriente la situazione politica, dopo un periodo di relativa tranquillità successivo agli accordi tra Augusto e i sovrani partici, tornò a farsi conflittuale: a causa delle lotte intestine, Fraate IV e i suoi figli morirono mentre a Roma regnava ancora Augusto, e i Parti chiesero dunque che Vonone, figlio di Fraate inviato tempo prima come ostaggio, potesse tornare in Oriente, per salire al trono in qualità di unico membro ancora in vita della dinastia arsacide. Il nuovo sovrano, però, estraneo alle tradizioni locali, risultò inviso ai Parti stessi, e fu quindi sconfitto e scacciato da Artabano II, e costretto a rifugiarsi in Armenia. Qui i re imposti sul trono da Roma erano morti, e Vonone fu dunque scelto come nuovo sovrano; tuttavia, ben presto Artabano fece pressione su Roma perché il nuovo imperatore Tiberio destituisse il nuovo re armeno: Tiberio, per evitare di dover intraprendere una nuova guerra contro i Parti, fece arrestare Vonone dal governatore romano di Siria.
A turbare la situazione orientale intervennero anche le morti del re della Cappadocia Archelao, che era venuto a Roma a rendere omaggio a Tiberio, di Antioco III, re di Commagene, e di Filopatore, re di Cilicia: i tre stati, che erano vassalli di Roma, si trovavano in una situazione di instabilità politica, e si acuivano i contrasti tra il partito filoromano e i fautori dell'autonomia.
La difficile situazione orientale rendeva necessario un intervento romano, e Tiberio nel 18 inviò il figlio adottivo, Germanico, che fu nominato console e insignito dell'imperium proconsolaris maius su tutte le province orientali. Contemporaneamente l'imperatore nominò un nuovo governatore per la provincia di Siria, Gneo Calpurnio Pisone, che era stato suo collega durante il consolato del 7 a.C. Giunto in Oriente, Germanico, con il consenso dei Parti, incoronò ad Artaxata un nuovo sovrano d'Armenia: il regno, infatti, dopo la deposizione di Vonone era rimasto privo di una guida, e Germanico conferì la carica di re al giovane Zenone, figlio di Polemone I del Ponto, che assunse il nome regale armeno di Artaxias III. Stabilì, inoltre, che la Commagene ricadesse sotto la giurisdizione di un pretore romano, pur mantenendo la propria formale autonomia; che la Cappadocia fosse istituita come provincia a sé stante; e che la Cilicia entrasse invece a far parte della provincia di Siria. Germanico aveva così brillantemente risolto tutti i problemi che avrebbero potuto far temere l'accendersi di nuove situazioni di conflitto nella regione orientale.
Ricevette, intanto, un'ambasceria da parte del re dei Parti Artabano II, che era intenzionato a confermare e rinnovare l'amicizia e l'alleanza dei due imperi: in segno di omaggio alla potenza romana, Artabano decise di recarsi in visita da Germanico in riva al fiume Eufrate, e chiese che in cambio Vonone fosse scacciato dalla Siria, dov'era rimasto dal momento del suo arresto, poiché fomentava nuove discordie; Germanico accettò di rinnovare l'amicizia con i Parti, e acconsentì dunque all'allontanamento dalla Siria di Vonone, che aveva stretto un legame di amicizia con il governatore Pisone. L'ex-re dell'Armenia fu dunque confinato nella città di Pompeiopoli in Cilicia, e morì poco tempo dopo, ucciso da alcuni cavalieri romani mentre tentava la fuga. Nel 19 anche Germanico morì, dopo aver evitato con oculati provvedimenti che una carestia sviluppatasi in Egitto avesse conseguenze catastrofiche per la provincia stessa.

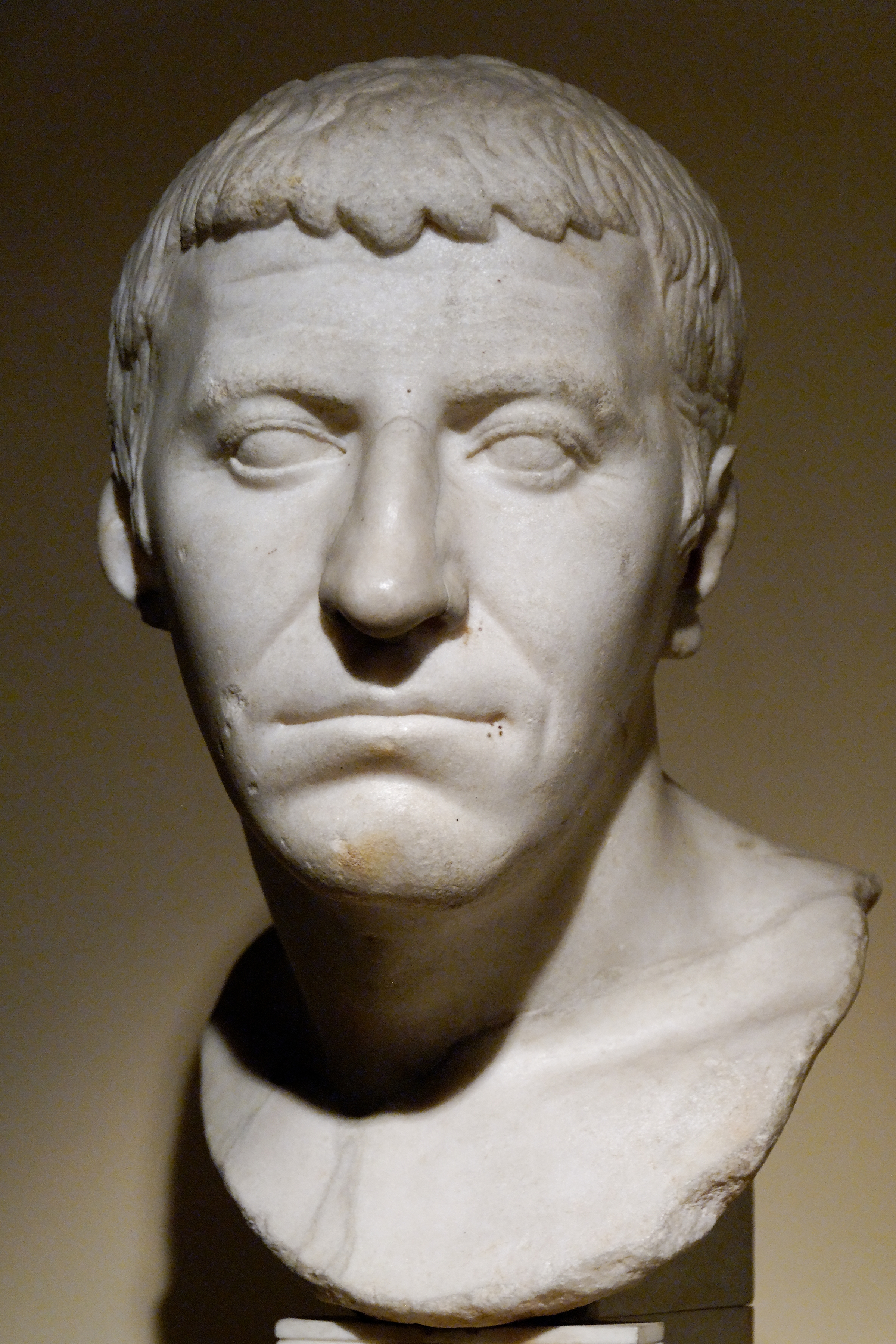
Busto di Gneo Domizio Corbulone, generale romano al tempo dell'imperatore Nerone.

La sistemazione dell'Oriente approntata da Germanico garantì la pace fino al 34: in quell'anno Artabano II, convinto che Tiberio, ormai vecchio, non avrebbe opposto resistenza dal suo ritiro di Capri, dopo la morte di Artaxias III pose il figlio Arsace sul trono di Armenia. Tiberio, allora, decise di inviare Tiridate, discendente della dinastia arsacide tenuto in ostaggio a Roma, a contendere il trono partico ad Artabano, e sostenne l'insediamento di Mitridate, fratello del re di Iberia, sul trono di Armenia. Mitridate, con l'aiuto del fratello Farasmane, riuscì a impossessarsi del trono di Armenia: i servi di Arsace, fattisi corrompere, uccisero il loro padrone, mentre gli Iberi invasero il regno e sconfissero, alleatisi con i popoli locali, l'esercito dei Parti guidato da Orode, figlio di Artabano.
Artabano, temendo un nuovo massiccio intervento da parte dei Romani, rifiutò di inviare altre truppe contro Mitridate, e abbandonò le proprie pretese sul regno di Armenia. Contemporaneamente, il malcontento contro Artabano fomentato da Roma in Partia costrinse il re a lasciare il trono e a ritirarsi, mentre il controllo del regno passava all'arsacide Tiridate. Poco tempo più tardi, tuttavia, quando Tiridate era sul trono da circa un anno, Artabano, radunato un grosso esercito, marciò contro di lui; l'arsacide inviato da Roma, impaurito, fu costretto a ritirarsi, e Tiberio dovette accettare che lo stato dei Parti continuasse ad essere governato da un sovrano ostile ai Romani.
Morto Tiberio nel 37, i Parti riuscirono a costringere ancora una volta l'Armenia a sottomettersi, anche se sembra che nel 47 i Romani ottennero nuovamente il controllo del regno, a cui offrirono lo status di cliente. La situazione era in continuo divenire. Nerone, preoccupato dal fatto che il re della Partia, Vologese I, avesse posto sul trono del regno d'Armenia il proprio fratello Tiridate, decise di inviare un suo valente generale, Gneo Domizio Corbulone, a capo delle operazioni orientali. Quest'ultimo, una volta riorganizzato l'esercito, penetrò nel 58 in Armenia e giunto fino alla capitale Artaxata riuscì ad impadronirsene dopo aver battuto lo stesso Tiridate; l'anno successivo fu la volta di Tigranocerta. Al termine delle operazioni, nel 60, Corbulone pose Tigrane VI sul trono di Armenia. Scoppiata una nuova crisi nel 62, in seguito alla quale l'esercito del governatore della Cappadocia, Lucio Cesennio Peto, fu battuto dalle forze partiche di Vologese e armene di Tiridate, Corbulone fu costretto nuovamente a intervenire, raggiungendo un accordo definitivo nel 63, restaurando il prestigio di Roma e concludendo un accordo che riconosceva definitivamente Tiridate in Armenia, sotto forma però di protettorato romano, e che rimase pressoché invariato per un quarantennio, fino al principato di Traiano (98-117).

### Offensive romane del II-inizi III secolo: fine della dinastia dei Parti

#### Le campagne di Traiano (114-117)
Nel 113, Traiano decise di procedere all'invasione del regno dei Parti. Il motivo era la necessità di ripristinare sul trono d'Armenia un re che non fosse un fantoccio nelle mani del re parto.
(Cassio Dione Cocceiano, Storia romana, LXVIII, 17.)
La verità è che Traiano progettava questa campagna da diversi anni, sulle orme del grande Alessandro e della progettata, ma mai realizzata, spedizione di Cesare di 150 anni prima.
Egli riuscì non solo a sottomettere l'Armenia, facendone una nuova provincia, ma fu il primo romano ad occupare la capitale dei Parti, Ctesifonte (nel 116) e raggiungere il golfo persico.
La salute malferma dell'imperatore sessantaquattrenne chiuse forzosamente questo primo capitolo di offensive romane in territorio partico: nel 117 Traiano morì sulla via del ritorno dalle sue conquiste partiche.
Il suo successore, Publio Elio Traiano Adriano, decise di ripristinare lo status quo precedente alle conquiste di Triano, e riportò i confini imperiali lungo il fiume Eufrate.

#### Da Antonino Pio a Commodo (138-192)
| Antonino Pio: sesterzio                                       | Antonino Pio: sesterzio |
| ------------------------------------------------------------- | --- |
|                                                               | |
| ANTONINUS AVG PI US P P TR P COS III, testa laureata a destra | REX ARMENIIS DATVS, Antonino Pio che in piedi sulla destra tiene una corona sulla testa del re d'Armenia (sulla sinistra). |
| 30 mm, 26,62 g, coniato nel 141/143.                          | |

Alla morte di Antonino Pio, l'Impero romano, ormai in pace da lungo tempo, subì una serie di attacchi contemporanei lungo molti dei suoi fronti.
I Pitti nella Scozia premevano contro il vallo Antonino, la Spagna subiva le continue scorrerie dei pirati Mauri, mentre in Germania, tra l'alto Danubio ed il Reno, i Catti e i Cauci penetravano oltre le frontiere e lungo le coste, invadendo la Gallia Belgica e gli Agri Decumates. Il nuovo sovrano partico Vologese IV, divenuto re nel 148, occupava l'Armenia di Soemo, sovrano filo-romano dai tempi di Antonino Pio (REX ARMENIIS DATUS, monetazione del 141-143), ponendo sul suo trono il fratello Pacoro, per poi invadere la vicina provincia romana di Siria (fine del 161, inizi del 162).
Tra il 163 ed il 166 Lucio Vero fu così costretto dal fratello, Marco Aurelio a condurre una nuova campagna in Oriente contro i Parti, che l'anno precedente avevano attaccato i territori romani di Cappadocia e Siria ed occupato nuovamente il regno "cliente" d'Armenia. Il nuovo imperatore lasciò che fossero i suoi stessi generali ad occuparsene, tra cui lo stesso Avidio Cassio (che riuscì ad usurpare il trono imperiale, anche se solo per pochi mesi, dieci anni più tardi nel 175). Le armate romane, come cinquant'anni prima quelle di Traiano, riuscirono anche questa volta ad occupare i territori fino alla capitale dei Parti, Ctesifonte. La peste scoppiata durante l'ultimo anno di campagna, nel 166, costrinse i Romani a ritirarsi dai territori appena conquistati, portando questa terribile malattia all'interno dei suoi stessi confini, e flagellandone la sua popolazione per oltre un ventennio.

#### Le campagne di Settimio Severo e Caracalla (195-217)
| Settimio Severo: aureo                                                                       | Settimio Severo: aureo |
| -------------------------------------------------------------------------------------------- | --- |
|                                                                                              | |
| L SEPT SEV AVG IMP XI PART MAX, testa laureata a destra, in uniforme militare (Paludamentum) | VICToria PARTHICAE, la Vittoria che avanza verso sinistra e tiene nelle mani una corona ed un trofeo, ai suoi piedi un prigioniero seduto (la Partia). |
| 7,11 g, coniato nel 198/200.                                                                 | |

Il nuovo imperatore, Settimio Severo, che sosteneva di essere fratello dell'imperatore Commodo, trucidato nel 192, intraprese una nuova guerra contro i Parti in due riprese. La prima fu condotta nel 195 al termine della quale ricostituì la provincia di Mesopotamia ponendovi a presidio due delle tre nuove legioni appena create (la legio I e la III Parthica), sotto la guida di un prefetto di rango equestre. La seconda campagna fu condotta dall'estate del 197 alla primavera del 198. Durante questa guerra i suoi soldati saccheggiarono nuovamente la capitale dei Parti, Ctesifonte e per questi successi si meritò l'appellativo di Adiabenicus e Parthicus maximus, oltre alla costruzione di un arco di Trionfo.
Le campagne di Settimio Severo, erano riuscite a riconquistare in modo permanente la Mesopotamia settentrionale facendone, come in passato avevano fatto Traiano e Lucio Vero, una nuova provincia romana con a capo un praefectus Mesopotamiae di rango equestre. Per questi successi ottenne il titolo vittorioso di Parthicus maximus, gli fu decretato un Trionfo ed eretto un arco trionfale nel foro romano.
Nel 215 fu la volta del figlio Caracalla, il quale alla testa di una "pseudo-falange" (sull'esempio di Alessandro Magno) penetrò nel territorio dei Parti riuscendo a spostare la frontiera della provincia romana di Mesopotamia più ad oriente, anche se un tentativo di invadere l'Armenia si rivelò del tutto inutile. L'anno seguente (nel 216) decise di invadere la Media, devastando l'Adiabene fino ad Arbela con l'inganno ai danni del sovrano dei Parti, Artabano IV. Al termine di quest'anno tornò a svernare ad Edessa, ma l'anno successivo fu ucciso durante una gita a Carre, interrompendo una nuova possibile campagna contro i Parti.
Morto Caracalla, il prefetto del pretorio, Macrino, si fece proclamare imperatore e fece ritorno ad Antiochia, dove incontrò il figlio Diadumeniano, che proclamò a sua volta Cesare. Le attività militari continuarono però in Mesopotamia, poiché Artabano IV era intenzionato a recuperare i territori perduti nella campagna precedente. Egli infatti riuscì a battere un esercito romano presso Nisibi ed a ottenere la pace, dietro il pagamento di una grossa somma da parte di Roma, la quale in cambio riuscì a mantenere i suoi possedimenti in Mesopotamia, probabilmente fino ad Hatra. La Mesopotamia sembra rimase sotto il controllo romano almeno fino al 229/230 circa (a meno che non vi siano state ulteriori perdite di territori da parte dell'Impero romano, sotto Eliogabalo), quando la nuova dinastia sasanide, appena insediatasi sul trono persiano e succeduta a quella partica (nel 224), mutò completamente i rapporti con il vicino Impero romano, diventando assai più aggressiva nei confronti dei Romani, mentre il regno d'Armenia continuò ed essere oggetto di contesa nei successivi due secoli. E così ad invasioni sasanidi, si susseguirono nuove invasioni da parte delle armate romane, in un continuo susseguirsi di vittorie e sconfitte da parte di entrambi gli imperi.

## Conseguenze: l'avvento dei Sasanidi (224)

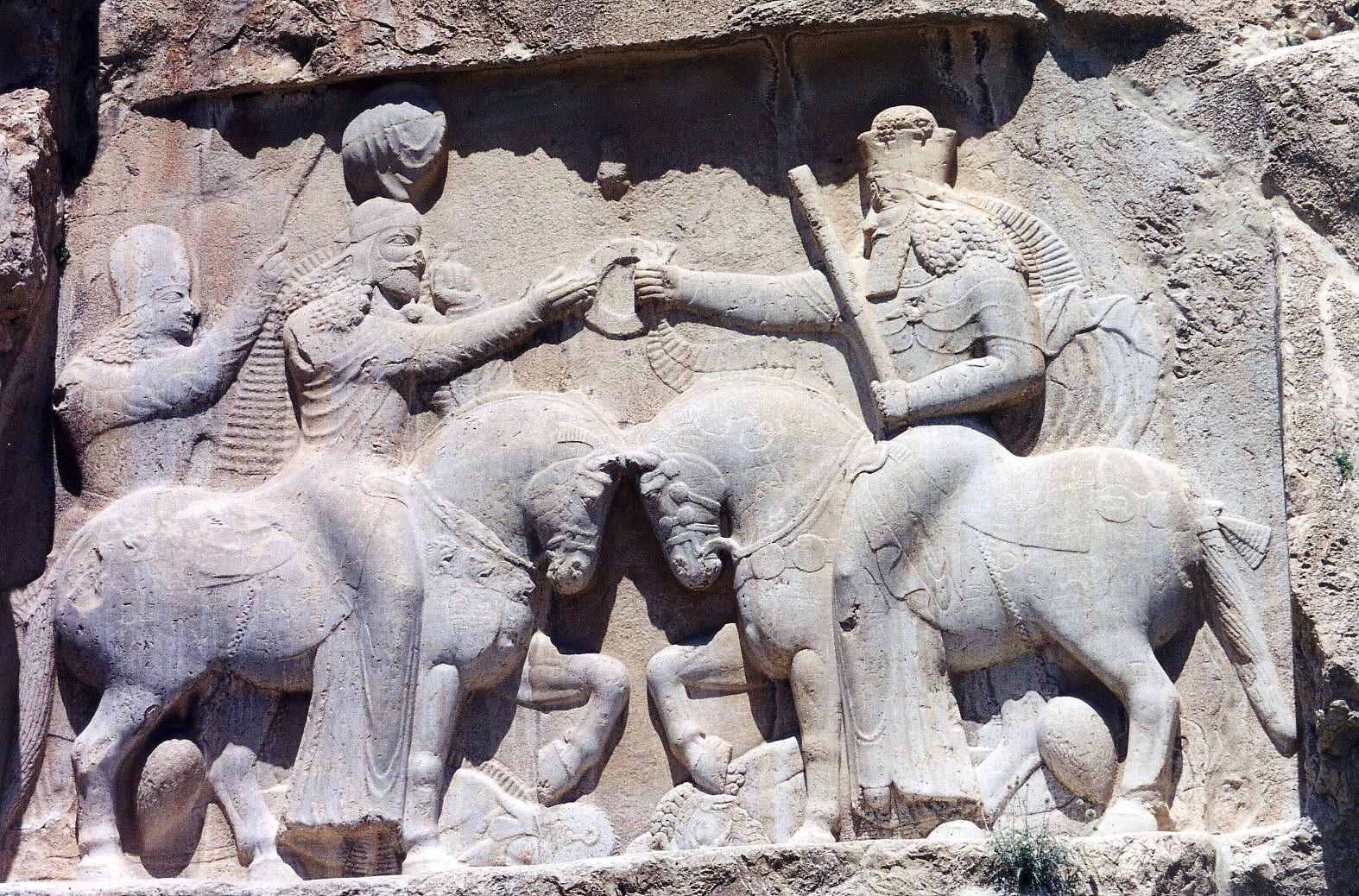
Ardashir I, primo sovrano dei persiani Sasanidi, è incoronato sovrano dal dio Ahura Mazdā, succedendo così alla dinastia dei Parti.

Le ripetute disfatte subite dai Parti da parte degli imperatori romani del II secolo generarono discredito sulla dinastia arsacide, alimentando un movimento nazionale all'interno dell'attuale Iran. E così nel 224 un nobile persiano, di nome Ardashir I, messosi a capo di una rivolta, riuscì a porre fine al regno dei Parti "in tre battaglie". La nuova dinastia dei Sasanidi, che si dice discendesse dagli Achemenidi, sostituì una dinastia più tollerante, con una centralista, altamente nazionalista e impegnata in una politica di espansione imperialistica, destinata ad essere avversaria orientale dei Romani fino al VII secolo.
(Erodiano, Storia dell'impero dopo Marco Aurelio , VI, 2.6.)
I Sasanidi, che si consideravano discendenti dei Persiani, rivendicavano il possesso di tutto l'impero che era stato degli Achemenidi, ivi compresi i territori, ora romani, dell'Asia Minore e del Vicino Oriente fino al mare Egeo.
(Erodiano, Storia dell'impero dopo Marco Aurelio , VI, 2.2.)